# 뮤코단백질
뮤코단백질(Mucoprotein)은 주로 점액다당류로 구성된 당단백질이다. 뮤코단백질은 위장관, 생식 기관, 기도 및 무릎의 활액을 포함하여 몸 전체에서 발견된다. 탄수화물 양이 4% 미만인 당단백질과 달리 탄수화물 양이 4% 이상이기 때문에 뮤코단백질이라고 한다. 뮤코단백질은 위장관의 맹장에서 생성된다. 담낭암 중에는 뮤코단백질이 과발현된다. 뇌 손상이 지속되면 뮤코단백질 생성이 감소한다. 결과는 생쥐에서 볼 수 있는 장내 미생물의 변화이다.

## 기능
뮤코단백질은 세포의 상피에 대한 보호 장벽인 점액의 구성성분인 단백질이다. 반투과성이므로 대부분의 박테리아와 병원균에 대한 장벽 역할을 하는 동시에 영양소, 물 및 호르몬을 흡수할 수 있다.